# Гута-Верхобузька
Гу́та-Верхобузька — село зі значною перевагою польського населення, яке існувало на теренах сучасного Золочівського району Львівської області. Упродовж грудня 1920 — вересня 1939 років перебувало в складі Золочівського повіту Тарнопольського воєводства.

## Географічне розташування
Населений пункт розташовувався у мальовничій місцевості посеред букових лісів, на верхів'ях Вороняцького кряжу на північному краю плато Подільської височини. Поблизу сіл Голубиця, Жарків, Пеняки, Лукавець (тепер Бродівський район Львівська область) та Верхобуж, Опаки (тепер Золочівський район Львівська область).

## Назва
Назва села походить від двох слів «гута» — це будівля, призначена для виробництва металів з відповідних руд або скла. Поряд з основною назвою «Гута» мають вони й іншу, що вказує на території якого села вона заснована, тобто  «Верхобузька» — від назви давнього села Верхобуж, розташованого неподалік.

## Історія
До укрупнення сільських ґмін Золочівського повіту Тарнопольського воєводства село Гута-Верхобузька була центром однойменної сільської ґміни, а від 14 липня 1934 року — село у складі ґміни Підгірці Золочівського повіту Тарнопольського воєводства
Під час другої світової війни в околицях сіл Пеняки, Гута-Пеняцька, Гута-Верхобузька, Майдан Пеняцький, Суходоли відбувалися запеклі бої між радянськими та німецькими військами. У «Чорній книзі» Іллі Еренбурга та Василя Гросмана подані нотатки кінного розвідника РСЧА Матвія Григоровича Перлини у розділі: «В пеняцьких лісах», де він пише: «В Пеняцьких лісах були розташовані два села. Одне в чотирьох кілометрах від іншого. В селі Гута Пеняцька було 120 дворів, тепер не залишилося жодного. У цьому селі мешкало 380 осіб, поляків і євреїв — їх немає серед живих: 22–23 лютого село оточили німці, облили будинки бензином і спалили село разом з населенням. У селі Гута Верхобузька із 120 дворів вціліло два. Із мешканців Гути Верхобузької не врятувався ніхто». З цього можна зробити висновок, що наприкінці лютого 1944 року Гута-Верхобузька була вщерть знищена німцями. Після закінчення війни село не відбудовувалося.